# Eliana Guttman
Eliana Guttman (São Paulo, 15 de marzo de 1954) es una actriz brasileña con muchas actuaciones en teatro, en el cine y en la televisión.
Judía en la vida real, llegó a hacer un personaje judío en la teledramaturgia. En Esperanza, hizo Tzipora, mujer del personaje del también judío Gilbert Stein. Guttman reconoció que su origen fue de gran ayuda para interpretar bien el papel.

## Carrera

### Televisión
| Año       | Nombre                   | Personaje                         | Emisora          |
| --------- | ------------------------ | --------------------------------- | ---------------- |
| 1996      | Xica de Silva            | Doña Cielo Gonçalo                | Red Titular      |
| 1997      | Mandacaru                | Nevinha                           | Red Titular      |
| 1998-1999 | Mi árbol de Naranja Lima | Estefânia Silva                   | Red Bandeirantes |
| 1999      | Fuerza de un Deseo       | Laura                             | Red Globo        |
| 2002      | Esperanza                | Tzipora                           | Red Globo        |
| 2004      | Línea Directa            | Ethel Poni                        | Red Globo        |
| 2004      | La Diarista              | Rita                              | Red Globo        |
| 2005      | Mad Maria                | Doña Inês                         | Red Globo        |
| 2006      | Cristal                  | Doña Luísa                        | SBT              |
| 2007      | Luz del Sol              | Maria Eugênia Alcântara Diniz     | Red Record       |
| 2009      | Poder Paralelo           | Dulce Orlim                       | Red Record       |
| 2011      | Rebelde                  | Ofélia Campos Sales               | Red Record       |
| 2014      | Milagros de Jesus        | Salete                            | Red Record       |
| 2014      | Victoria                 | Maria Zilda Amaral                | Red Record       |
| 2016      | Carinha de Ángel         | Maristela Lopes (Madre Superiora) | SBT              |

### Cine
| Año                    | Nombre                   |
| ---------------------- | ------------------------ |
| Mário - corta-metragem |                          |
| 2000                   | Woman on Top             |
| 2001                   | Bellini y la Esfinge     |
| 2001                   | El Xangô de Baker Street |
| 2004                   | Olga                     |

### Teatro
- Maria Stuart
- Dorotéia Va la Guerra
- Me Engaña Que Yo Me Gusta
- El Violinista en el Telhado
- Toda Nudez Será Castigada
- El Misterio de Gioconda
- Lazos Eternos
- Querida Helena
- Extraño Amor
- El Enigma Blavatsky
- Angels in América
- "Sabiá"
- "Intocaveis"